# Žitvanski mir
Žitvanski mir je bil mirovni sporazum, s katerim se je 11. novembra 1606  končala trinajstletna vojna med Osmanskim cesarstvom in Habsburško monarhijo. Sporazum je bil hkrati eden od mirovnih sporazumov, s katerim se je končala protihabsburška vstaja pod vodstvom Štefana Bocskaya na Ogrskem in v Transilvaniji (1604-1606).
Pogajanja za sklenitev miru so trajala od 24. oktobra do 11. novembra 1606 ad Situa Torock, sedanjem Radvaňu nad Dunajom, Slovaška.
Mir je bil sklenjen za dvajset let, kar zgodovinarji diplomacije zaradi razlik v osmanski in habsburški različici sporazuma tolmačijo različno. Ogri so na primer ponudili 200.000 forintov za vselej namesto prejšnjega letnega davka 30.000 forintov, medtem ko je osmansko besedilo predvidevalo, da se plačilo ponovi po treh letih. Sporazum je prepovedoval osmanske roparske pohode v Ogrsko kraljestvo in določal, da lahko ogrska naselja pod osmansko oblastjo pobirajo davke s pomočjo vaških sodnikov. Osmani bii morali priznavati tudi privilegije ogrskega plemstva, vendar teh pogojev nikoli niso zares upoštevali.
Pogodbo sta podpisala sultan Ahmed I. in nadvojvoda Matija, kasnejši cesar Svetega rimskega cesarstva. Sporazum je 9. decembra 1606 ratificiral Matijev brat, cesar Rudolf II.
Nezmožnost Osmanskega cesarstva, da bi med trinajstletno vojno prodrlo globlje na habsburško (ogrsko) ozemlje, je bila ena od njegovih prvih geopolitičnih porazov. Sporazum je v obojestransko korist stabiliziral pogoje ob habsburško-osmanski meji. Habsburžani so se v naslednjih letih soočali z resno domačo opozicijo, Osmani pa so se ob notranjih težavah soočali s konflikti v drugih delih cesarstva, med drugim na poljski in iranski meji. 
Sultan Ahmed I., ki se je tako kot drugi sultani po osvojitvi Konstantinopla naslavljal s Kayser-i Rûm (cesar Rimskega cesarstva), je v Zsitvatoroku prvič priznal habsburškega monarha kot sebi enakega in ga naslovil s padišah – cesar, ali natančneje kralj kraljev. Sprememba je kazala na priznanje divisio imperii – delitve imperijev na zahodno Rimsko cesarstvo in vzhodno Osmansko cesarstvo. Osmanska diplomacija je pred tem cesarja Svetega rimskega cesarstva naslavljala s kralj (kıral) Dunaja. Naslednji evropski monarh, ki je dobil enak status, je bila ruska carica Katarina Velika v  Kučukkajnardžijskem mirovnem sporazumu.
V Žitvanski sporazum je bil eksplicitno vključen Krimski kanat kot vazal Osmanskega cesarstva.